# Plaga de Londres de 1592-1593
La plaga de Londres de 1592-1593 fue una epidemia de peste en Londres que experimentó su último gran brote del siglo XVI. Durante este período, al menos 15.000 personas murieron de peste en la ciudad de Londres y otras 4.900 murieron de peste en las parroquias circundantes.

## Contexto
Londres en 1592 era una ciudad parcialmente amurallada de 150.000 habitantes incluyendo a la Ciudad de Londres y sus parroquias circundantes, llamadas libertades, justo fuera de las murallas. La reina Isabel I había gobernado durante 34 años y durante su gobierno se produjo un aumento de la población de la capital. Debido a la creciente escasez económica y alimentaria favorecida por la guerra anglo-española (1585-1604), el desorden había crecido entre las subclases de la ciudad. Una población grande y empobrecida se trasladó a las libertades circundantes, que se convirtieron en las primeras comunidades en ser severamente golpeadas por la plaga.

## Antecedentes
La peste había estado presente en Inglaterra desde la Muerte Negra, infectando varias faunas en el campo, y conocida como peste desde el siglo XV. Ocasionalmente Yersinia pestis fue transmitida a la sociedad humana por contacto infeccioso con las pulgas de los animales salvajes, con resultados desastrosos para el comercio, la agricultura y la vida social. El aumento de la actividad de la peste a lo largo de las costas sur y este de Inglaterra apareció a finales de la década de 1580 a principios de los 90. Un brote en Newcastle en 1589 mató a 1727 residentes en enero de 1590, mientras que de 1590 a 1592 Plymouth y Devon se vieron afectados con 997 muertes por peste en Totnes y Tiverton. La peste se extendió hacia el sur y el norte en el campo de Inglaterra a principios de la década de 1590, contaminando los embalses de roedores alrededor de granjas y ciudades hasta llegar finalmente a Londres en el verano de 1592.

## Plaga

### 1592

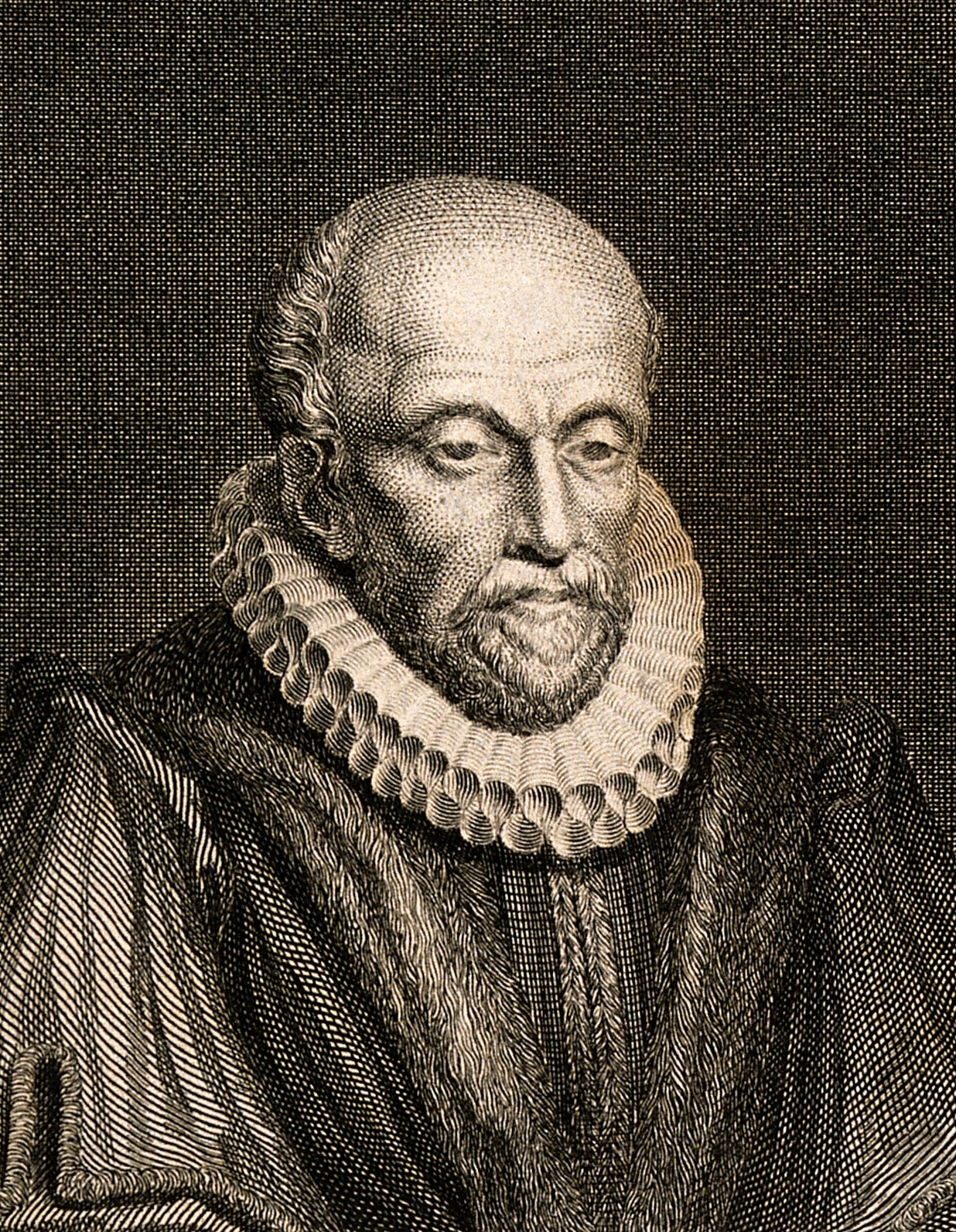
John Stow copió y conservó los registros del brote.

Los primeros casos de peste en Londres se notaron en agosto. El 7 de septiembre, los soldados que marchaban desde el norte de Inglaterra para embarcarse en campañas extranjeras fueron desviados por la ciudad debido a preocupaciones sobre la infección, y para el 21º al menos 35 parroquias estaban "infestadas" con la peste. Un grupo que transportaba el botín de un carrack español desde Dartmouth no pudo llegar más lejos que Greenwich debido al brote en Londres y la noticia de la plaga se había extendido a nivel regional. Los teatros de Londres, que habían sido cerrados temporalmente por las autoridades de la ciudad desde un motín en junio, tuvieron sus órdenes de cierre extendidas hasta el 29 de diciembre por el gobierno. Los miembros de la clase aristocrática sintieron peligro a medida que la enfermedad continuaba extendiéndose y huyeron de la ciudad: "La peste es tan dolorosa que nada de vale la pena quedarse en estos lugares", comentó un contemporáneo. En noviembre, el Colegio de Médicos de Londres convocó una reunión para discutir la "práctica insolente e ilícita" de los médicos sin licencia de Londres con la intención de "convocarlos a todos" ante la universidad para la quackery. La corte real de la reina Isabel también decidió no organizar las celebraciones anuales del Día de la Adhesión para el mes debido a la posibilidad de contagio en la corte real.
Algunos registros de la plaga fueron copiados por John Stow durante su propia investigación en el siglo XVII y han sobrevivido al tiempo a pesar de que los documentos originales se perdieron. Alrededor de 2.000 londinenses murieron de peste entre agosto de 1592 y enero de 1593. La Compañía de Secretarios Parroquiales comenzó a mantener y publicar regularmente registros de mortalidad por peste el 21 de diciembre de 1592. Las órdenes gubernamentales que prohibían las representaciones en los teatros se extendieron de nuevo, hasta 1593.

### 1593

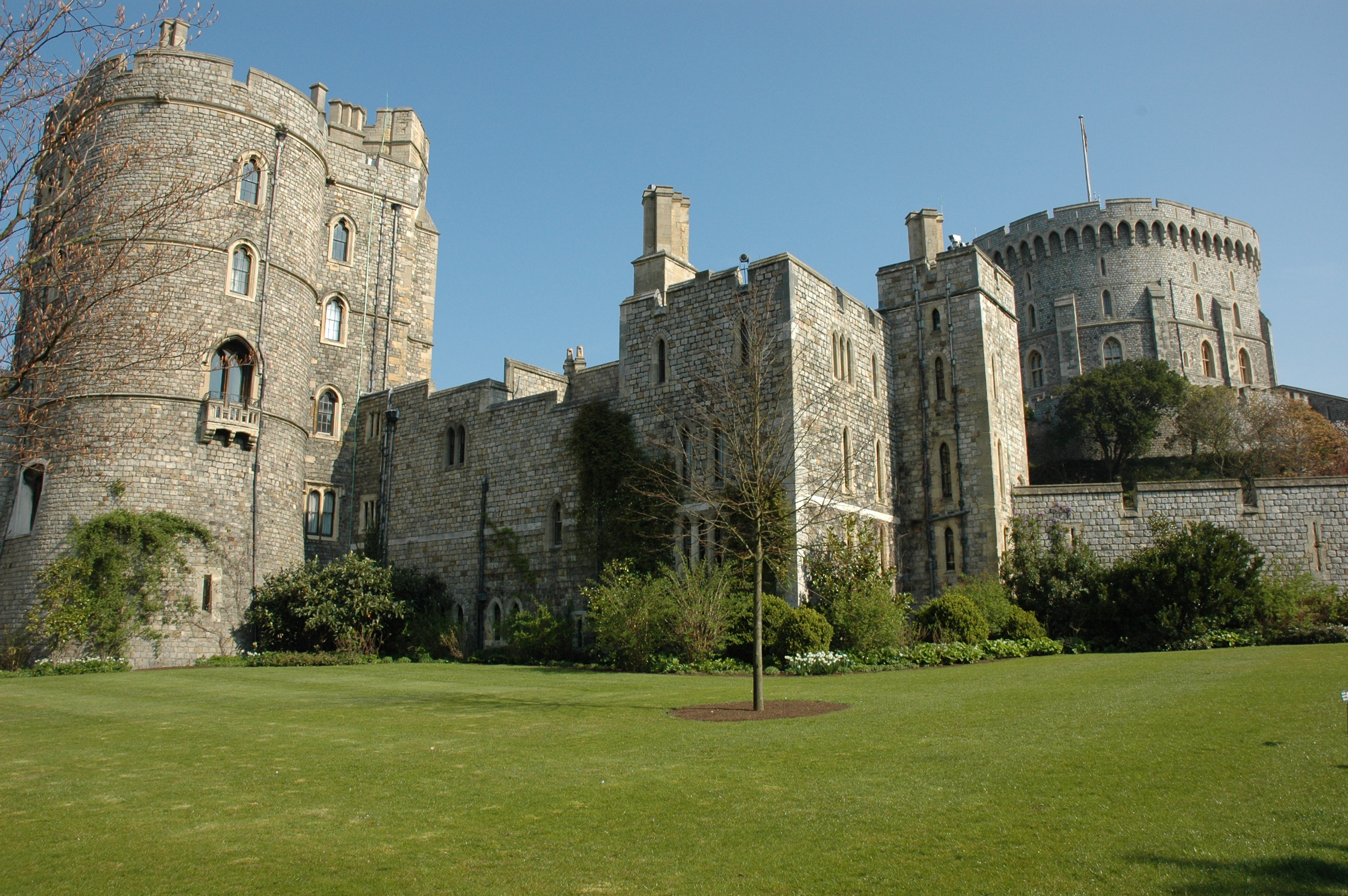
La corte real de la reina Isabel fue evacuada al castillo de Windsor como lo hicieron durante la plaga de 1563.

Las tasas de mortalidad e infección aumentaron constantemente durante los meses de invierno, a pesar de que las bajas temperaturas a menudo ralentizan la actividad de pulgas durante las epidemias de peste. Esto fue visto como ominoso por los londinenses que observaban la epidemia. Individuos más ingeniosos y de clase alta continuaron huyendo durante 1593, ya que las contramedidas del gobierno resultaron ineficaces debido a las condiciones de albergación de enfermedades en algunas áreas de Londres. Las parroquias y barrios más pobres e insalubres se encontraban cerca de la muralla de la ciudad y el río Támesis mientras que el área de Fleet Ditch de Londres, alrededor de Prisión del Fleet, se convirtió en la parte más infectada de la ciudad. Un prisionero llamado William Cecil (que no debe confundirse con Lord Burghley),mantenido en la prisión de la Flota por el comando de la reina Isabel, escribió que para el 6 de abril de 1593 "El lugar donde [William] yace es una congregación de los olores insalubres de la ciudad, y la temporada contagiosa, tantos han muerto de la peste". Las cartas del gobierno indicaban que la plaga estaba "muy caliente" en Londres para el 12 de junio y que la corte real de la reina "estaba en algunos lugares, y una gran parte de la casa está cortada". En agosto, la corte real de la reina Isabel había evacuado al castillo de Windsor con el fin de escapar del brote cada vez más peligroso en Londres. Las refinerías de azúcar de la ciudad continuaron su negocio sin disminuir a pesar de que las casas públicas y los teatros permanecieron cerrados por orden del gobierno para detener la propagación de la infección.
La alarma se levantó en Windsor por la muerte de la camarera de la reina Isabel Lady Scrope por peste el 21 de agosto dentro del castillo, que casi envía a la corte real huyendo por segunda vez. Pero el gobierno permaneció en el castillo de Windsor hasta noviembre, donde la reina Isabel organizó sus celebraciones de inclinación.
Plaga de Londres de 1563

## Enlaces internos
- Datos: Q64875937